# 3755 км
3755 км (рос. 3755 км) — селище у складі Тяжинського округу Кемеровської області, Росія.

## Населення
Населення — 3 особи (2010; 12 у 2002).
Національний склад (станом на 2002 рік):
- росіяни — 100 %